# 路易斯·洛沃
路易斯·洛沃（西班牙語：Luis Lobo，1970年11月9日—），阿根廷男子网球运动员。他曾代表阿根廷参加1995年泛美运动会网球比赛，获得一枚金牌。他也曾参加1996年夏季奥林匹克运动会。